# Valeriy Gromyko
Valeriy Igorevich Gromyko(en bielorruso: Валерый Ігаравіч Грамыка; en ruso: Валерий Игоревич Громыко, Minsk, Bielorrusia, 23 de enero de 1997) es un futbolista profesional bielorruso que juega como mediocampista en el F. C. Kairat Almaty de la Liga Premier de Kazajistán y en la selección nacional de Bielorrusia.

## Trayectoria
Nacido en Minsk, Valeriy Gromyko entrenó con el equipo local FK Minsk, donde firmó su primer contrato en 2015 e hizo su debut profesional en la liga el 11 de mayo contra el Dinamo Minsk a la edad de 18 años antes de registrar su primer debut el 28 de junio contra FC Granit Mikashevichi.En los años siguientes, fue utilizado principalmente como jugador de rotación, rara vez titular pero a menudo ingresando a los partidos, acumulando así 76 apariciones y cuatro goles marcados entre 2015 y 2017. También jugó en la Liga Juvenil al final de la temporada. como parte del equipo juvenil del club, marcando un gol contra FC Viitorul Constanța.Gromyko finalmente deja Minsk a principios de 2018 para unirse al Shakhtyor Soligorsk.Sin embargo, vivió una adaptación difícil, disputando sólo nueve partidos de liga durante su primera temporada y quedando confinado en el filial. Más utilizado durante los primeros meses de 2019, participó en particular en la trayectoria de Chakhtior en la copa nacional y fue titular en la final victoriosa contra el FC Vitebsk, mientras que marcó cuatro goles en diez partidos de campeonato durante la primera parte de la temporada. Sin embargo, tras negarse a renovar su contrato que expiraba a finales de año, quedó fuera de la primera plantilla por el resto de la temporada.Después de que expiró su contrato, Gromyko se unió al equipo ruso PFC Arsenal Tula a principios de 2020. Después de disputar una veintena de partidos con estos colores en un año y medio, fue cedido al BATE Borisov a finales de junio de 2021, el 28 de febrero de 2022 fue anunciado su renovación con el BATE Borisov con el club jugó 75 partidos y anotó 19 goles y dio 16 asistencia. el 8 de septiembre de 2023 fue anunciado como nuevo jugador Torpedo Moscú en donde jugó 11 partidos y dio 1 asistencia. el 2 de abril de 2024 fue anunciado como nuevo jugador del FC Kaysar Kyzylorda.

## Selección nacional

### Categorías inferiores
Con la selección sub-18 de Bielorrusia debutó el 3 de enero de 2015 en la victoria 2 a 1 contra la sub-18 de Letonia en el Fussballhalle DSI Zenit en donde fue titular y jugó todo el partido, jugó 5 partidos amistoso y anotó 1 gol. con la selección sub-19 de Bielorrusia debutó 18 de marzo de 2015 en la victoria 1 a 2 contra la sub-18 de Montenegro en donde fue titular y jugó todo el partido, jugó 3 partidos amistosos y anotó 2 goles, en el Campeonato Europeo de la UEFA Sub-19 2015 jugó 3 partidos en donde jugó 3 partidos, anotó 1 gol y dio 3 asistencia quedando en fase de clasificación. Con la selección sub-21 de Bielorrusia debutó con el 17 de noviembre de 2015 en el empate 2 a 2 en donde fue titular y jugó hasta el minuto 46, jugó 7 partidos amistosos y anotó 1 gol, en la Clasificación para la Eurocopa Sub-21 de 2015 jugó 1 partido quedándose en fase de grupos, en la Clasificación para la Eurocopa Sub-21 de 2017 jugó 4 partidos y anotó 1 gol quedándose nuevamente en fase de grupos y en la Clasificación para la Eurocopa Sub-21 de 2018 jugó 3 partidos.

### Selección absoluta
Valeri Gromyko ingresó por primera vez en la selección absoluta en junio de 2019 bajo las órdenes de Igor Kriouchenko y realizó su primera selección el 6 de junio durante un partido de clasificación para la Eurocopa 2020 en la derrota 0 a 2 contra Alemania en el Borísov Arena en donde fue titular y jugó hasta el minuto 57. en la Liga C de la Liga de Naciones de la UEFA 2020-21 jugó 1 partido quedando en el segundo lugar en el grupo 4, en la Liga C de la Liga de Naciones de la UEFA 2022-23 jugó 5 partidos y anotó 1 gol quedando en el ultimó lugar del grupo 3, en la Clasificación para la Eurocopa 2024 jugó 2 partidos quedando de cuarto lugar en el grupo I.

## Clubes
| Club                   | País        | Año           |
| ---------------------- | ----------- | ------------- |
| FC Minsk               | Bielorrusia | 2015-2018     |
| FC Shakhtyor Soligorsk | Bielorrusia | 2018-2020     |
| Arsenal Tula           | Rusia       | 2020-2021     |
| BATE Borisov           | Bielorrusia | 2021          |
| Arsenal Tula           | Rusia       | 2021-2022     |
| BATE Borisov           | Bielorrusia | 2022-2023     |
| Torpedo Moscú          | Rusia       | 2023-2024     |
| FC Kaysar Kyzylorda    | Kazajistán  | 2024          |
| F. C. Kairat Almaty    | Kazajistán  | 2024-presente |

## Palmarés

### Títulos nacionales
| Título                     | Club                   | País        | Año     |
| -------------------------- | ---------------------- | ----------- | ------- |
| Copa de Bielorrusia        | FC Shakhtyor Soligorsk | Bielorrusia | 2018-19 |
| Supercopa de Bielorrusia   | BATE Borisov           | Bielorrusia | 2022    |
| Liga Premier de Kazajistán | F. C. Kairat Almaty    | Kazajistán  | 2024    |
| Supercopa de Kazajistán    | F. C. Kairat Almaty    | Kazajistán  | 2025    |